# Eirenis levantinus
Espèce
Statut de conservation UICN

 LC  : Préoccupation mineure
Eirenis levantinus est une espèce de serpents de la famille des Colubridae.

## Répartition
Cette espèce se rencontre à Chypre, dans le nord de l'Israël, au Liban, en Turquie et en Syrie.

## Description
Eirenis levantinus mesure entre 33 et 45 cm dont environ 6 à 10 cm pour la queue.

## Étymologie
Son nom d'espèce, levantinus, fait référence au Levant, région où elle a été découverte.

## Publication originale
- Schmidtler, 1993 : Zur Systematik und Phylogenie des Eirenis modestus-Komplexes in Süd-Anatolien. Spixiana, vol. 16, n. 1, p. 79-96 (texte intégral).